# Selinum annuum
Selinum annuum är en flockblommig växtart som beskrevs av Ernst Gottlieb von Steudel. Selinum annuum ingår i släktet krusfrön, och familjen flockblommiga växter. Inga underarter finns listade i Catalogue of Life.